# 浙江省宁波市中级人民法院
浙江省宁波市中级人民法院是中华人民共和国浙江省宁波市的中级人民法院。

## 沿革
1983年8月，随着宁波地区和宁波市的地市合并，原宁波市中级人民法院和宁波地区中级人民法院合并成立了宁波市中级人民法院，2017年9月，成立宁波知识产权法庭，并跨区域管辖嘉兴、绍兴、台州、舟山市范围内部分知识产权案件，2022年12月，成立宁波国际商事法庭。

## 机构设置
内设办公室（挂牌新闻办公室）、组织人事处（挂牌老干部工作处）、宣传教育处、机关党委、督察室、立案第一庭、立案第二庭、刑事审判第一庭、刑事审判第二庭、刑事审判第三庭、民事审判第一庭（挂牌基层工作处）、民事审判第二庭、民事审判第三庭、知识产权审判庭（宁波知识产权法庭）、民事审判第五庭、民事审判第六庭（挂牌宁波国际商事法庭）、清算与破产审判庭（挂牌金融审判庭）、行政审判庭、环境资源审判庭、未成年人案件综合审判庭、审判监督庭、减刑假释审判庭、执行庭、执行裁决处、执行实施处、审判管理办公室、研究室、司法警察支队、司法鉴定处、司法行政装备管理处、诉讼服务管理办公室共31个部门。

## 知名案例
- 原杭州市副市长许迈永受贿、贪污、滥用职权获死刑案
- 原山东省委常委、济南市委书记王敏受贿案
- 原江苏省委常委、南京市委书记杨卫泽受贿案
- 原江苏省委常委、省委秘书长赵少麟单位行贿、骗购外汇案
- 原国家行政学院常务副院长何家成受贿案
- 宁海永来旅游用品有限公司诉中华人民共和国宁波海关行政强制案
- 法国卡地亚国际有限公司诉浙江贝乐卫浴科技有限公司侵害商标权纠纷案
- 美国阿迪达斯有限公司诉瑞安市欧泰进出口贸易有限公司侵害商标权纠纷案
- 中国音像著作权集体管理协会诉宁波海曙普乐迪文化传媒有限公司KTV音乐侵权案
- 全国政协原常委、社会和法制委员会原主任沈德咏受贿案

## 对应基层人民法院
- 浙江省宁波市鄞州区人民法院
- 浙江省宁波市海曙区人民法院
- 浙江省宁波市江北区人民法院
- 浙江省宁波市北仑区人民法院
- 浙江省宁波市镇海区人民法院
- 浙江省宁波市奉化区人民法院
- 浙江省余姚市人民法院
- 浙江省慈溪市人民法院
- 浙江省宁海县人民法院
- 浙江省象山县人民法院